# Sun-c’
Sun-c’ (čínsky pchin-jinem Sūnzǐ, znaky zjednodušené 孙子, tradiční 孫子; 544 př. n. l. – 496 př. n. l.; též známý jako Mistr Sun, Sun Tze či Sun Wu) působil jako vojenský poradce či vojevůdce ve státě Wu na území dnešní Číny. Je autorem legendárního traktátu Umění války, který je považován za jednu z nejstarších knih o strategii a taktice vůbec. Ve svém díle klade velký důraz nejen na kvalitní analýzu, plánování a přípravu celého tažení, ale také na použití lsti, umění manipulace s protivníkem, popřípadě využití překvapivého prvku.
V češtině existují dvě hlavní verze překladu tohoto textu. První je pořízena kolektivem překladatelů z angličtiny a vyšla těsně po druhé světové válce (z hlediska sinologie ji revidoval Jaroslav Průšek), je psána málo srozumitelným archaizujícím jazykem a odborníci ji často kritizují pro nepřesnost.[zdroj⁠?!] Druhou pořídil Oldřich Král přímo z čínského originálu.

## Česká vydání
- O umění válečném, Naše vojsko, Praha 1949, přeložili Jaroslav Průšek, Rudolf Beck a František Vrbka, znovu 2005.
- Mistr Sun o válečném umění , Votobia, Olomouc 1995, přeložil Oldřich Král, znovu Maxima, Praha 1999 (pod názvem O válečném umění) a Dokořán, Praha 2008.
- Umění války, Helion, Gliwice 2005, přeložil Zdeněk Šustr.
- Umění války, B4U Publishing, Brno, 2008, přeložil Radim Pekárek, obsahuje i čínskou a anglickou verzi.